# 欣格爾灣

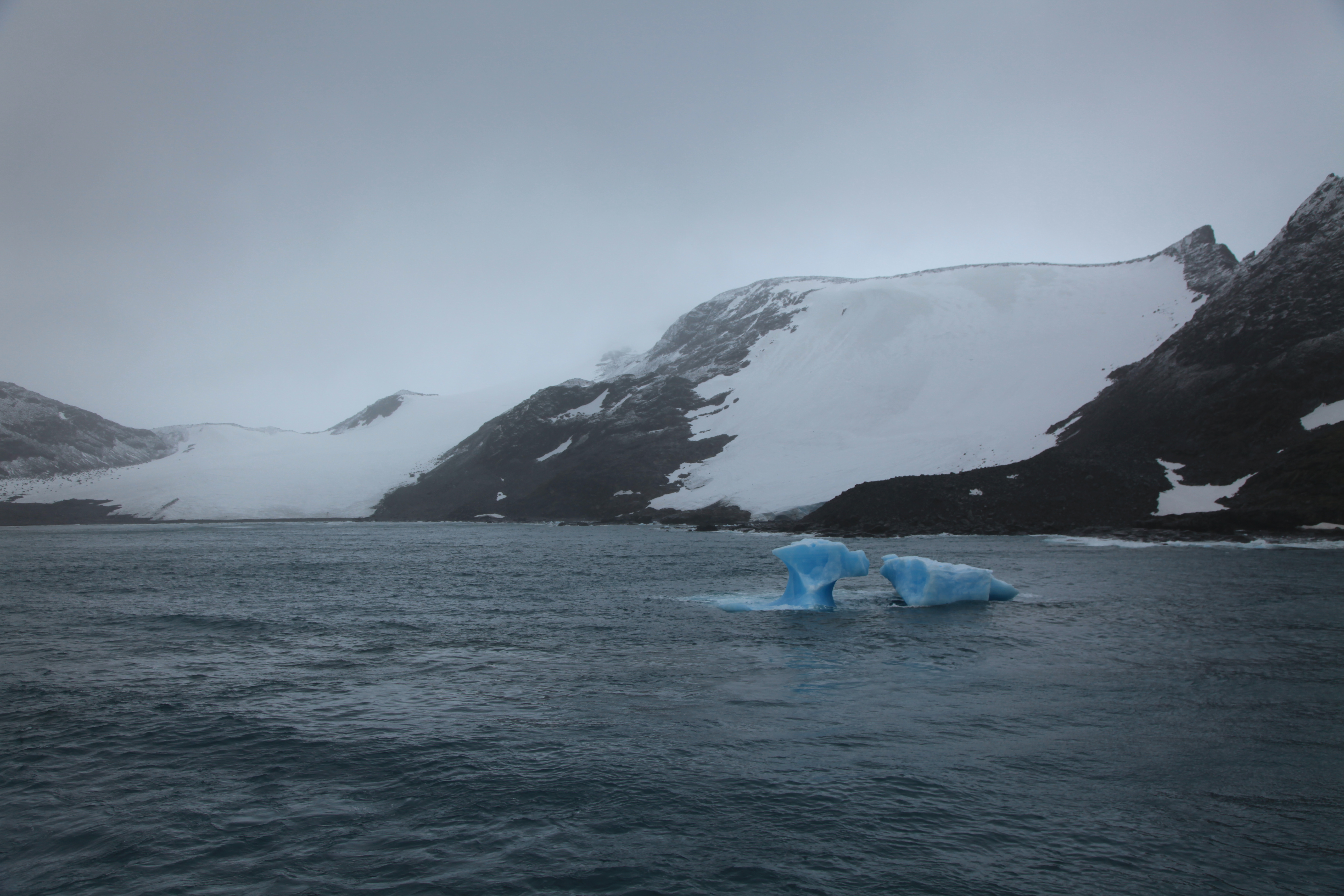

欣格爾灣（英語：Shingle Cove），是南極洲的海灣，位於南奧克尼群島的科羅內申島南岸，處於冰山灣西北角，在1933年由英國研究隊測量，現時由南極條約體系管理。